# Lázaro de Sousa Pereira
 Lázaro de Sousa Pereira  ilha de São Jorge, Açores, Portugal foi um religioso português, formado bacharel pela Universidade de Coimbra.

## Biografia
Foi arcediago da Igreja de São Salvador (Angra do Heroísmo), na ilha Terceira, Açores.